# Polonia Sacra (rocznik)
Polonia Sacra – rocznik teologiczny wydawany w Krakowie w latach 1918–1921 jako organ Towarzystwa im. Papieża Benedykta XV. Założycielem i redaktorem pisma był J. Fijałek. Na łamach pisma ukazywały się rozprawy m.in. z historii Kościoła, etyki, patrologii i prawa kanonicznego.
Z pismem współpracowali profesorowie Uniwersytetu Lwowskiego, Jagiellońskiego i Warszawskiego (m.in. W. Abraham, J. Grabowski, J. Nowosielski, W. Rubczyński). W roku 1926, 1928 i 1939 pismo zostało wznowione pod nazwą „Nowa Polonia Sacra”.